# Фаллийс
Фаллийс (настоящие имя и фамилия — Конрад Буллан) (латыш. Fallijs; 8 апреля 1877, Курляндская губерния — 6 декабря 1915, Москва) — латышский писатель, поэт-декадент, драматург.

## Биография
Родился на хуторе Буллиси. В 1880 году вместе с родителями переехал в Екабпилс, в 1885 г. — в Саратов, затем в Ригу и, наконец, в Санкт-Петербург, где окончил 10-ю городскую гимназию.
В 1898—1904 изучал право в Санкт-Петербургском университете.
В 1900 году в журнале «Sociāldemokrāts» в Лондоне под псевдонимом Tirtejs опубликовал своё первое стихотворение «В поте преломляет хлеб сухой», в 1901 в популярной латвийской газете «Mājas Viesis» стал периодически публиковать сатирические стихи. Со временем стал хорошо известным в латышских литературных кругах.
Автор ряда эссе, рассказов, стихов, психологических пьес.
Опубликовал новеллы и рассказы «Nellija» (1902), «Putniņš» (1904), «Bairena galva» (1905), а также несколько сборников стихов и пьес.
Преодолев психическое заболевание, в 1905 году вернулся в Латвию, где учительствовал в Риге, преподавал русский язык (1906—1908).
Затем отправился в Женеву, где женился на своей бывшей ученице Милде Палевич. Семья жила в Страсбурге и Мюнхене (1909), Эрлангене (1909—1910), затем его жена отправились во Флоренцию, Рим и Венецию (1910—1911).
В 1911 работал с профессором Карлисом Балодисом в Берлине, а затем переехал в Париж, где его жена Милда изучала историю искусств и философию (1911—1915).
В 1912 году завершил написание пьес «Lāčplēsis» (начата в 1908 году) и «Lakstīgalas».
После начала Первой мировой войны через Лондон и Стокгольм вернулся на родину, но вскоре отправился в Москву, где и умер 6 декабря 1915 года.

## Избранные публикации
- Daile un spēks un milzums. (стихи, Рига 1904)
- Dzejdarbu izlase. (1942)
- Dziesmu svētki; Tauta ; Mēnesnīca; Logā (стихи, 1991)
- Meža balodīts: dzejolīši. (стихи, Рига, 1993)
- Dziesmu leja un kalnu gals. Петербург, 1905.
- Prometejs un Dionīss: dzejol̦i. 1906.
- Man dziesminieka gaita. (Рига, 2009).